# Кабиры

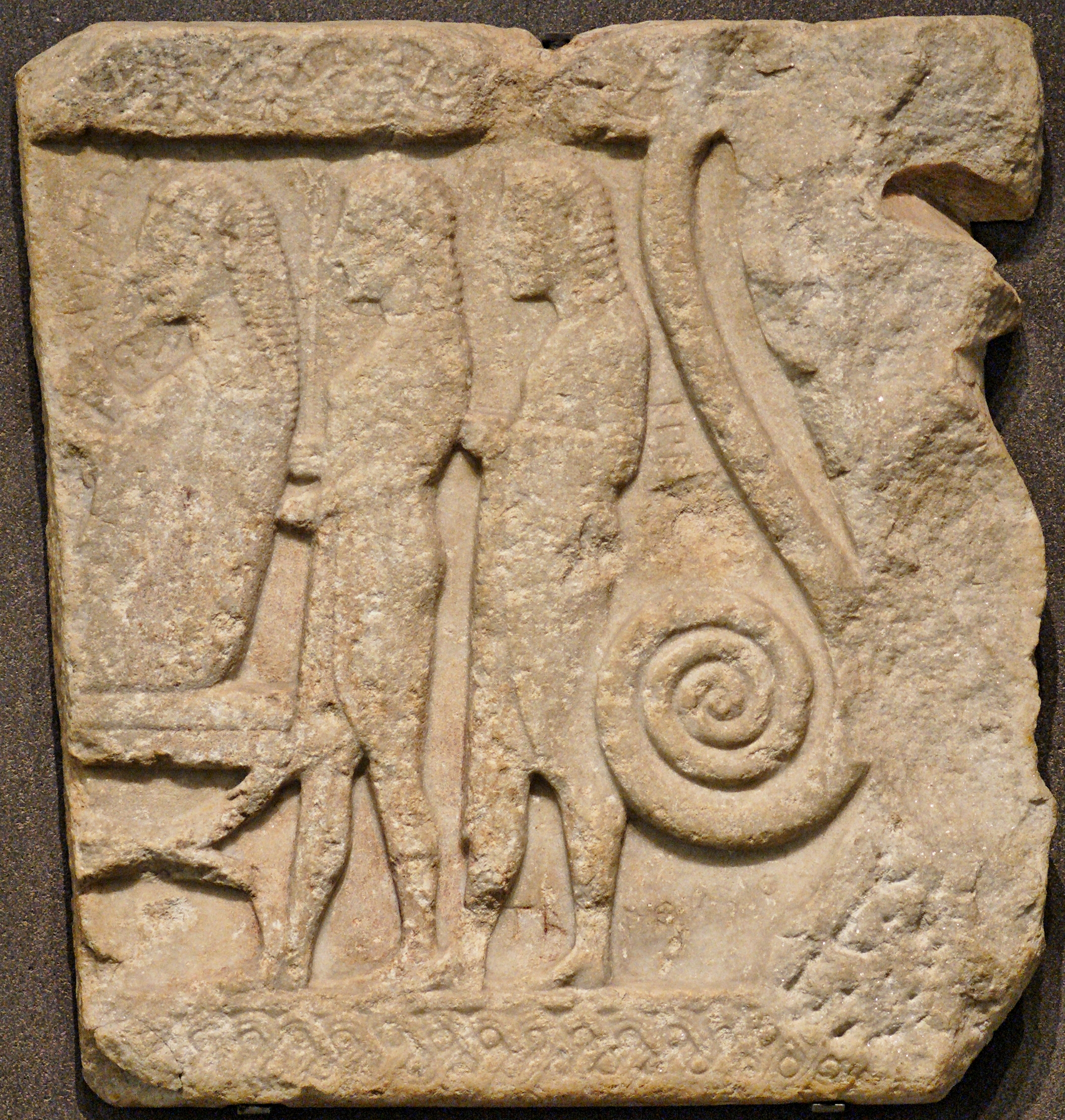
Рельефный фрагмент с Самотраки, находящийся в Лувре: Обряд посвящения Агамемнона в культ Кабиров.

Кабиры  (др.-греч. Κάβειροι) — древние божества древнегреческой и более ранней мифологии. По мнению Геродота, культ Кабиров греки заимствовали у пеласгов.
По общему представлению, Кабиры — это великие боги, имевшие силу избавлять от бед и опасностей. В то же время эти боги-спасатели считались грозными божествами, карающими за проступки. Ими клялись и их отождествляли с диоскурами (чаще всего), куретами, тельхинами и корибантами. Из этого отождествления выводят и их основные черты, считая их богами света, огня, полей, плодородия земли. Кабиры спасают терпящих бедствие мореходов.
Отрывочные сведения о них у древних писателей встречаются не ранее VI века до н. э.; по ним нельзя даже твердо установить родину культа Кабиров. По одним — этот культ пеласгического происхождения, по другим — он занесен в Грецию из Фригии. Культ Кабиров пользовался в древности большим уважением и был распространен едва ли не во всех греческих городах; преимущественно их чтили в Беотии, на Самотраки, Дилосе, Лемносе и др.
По некоторым данным, Кабиры родились на Лемносе. Их храм у Фив в роще Деметры Кабирии. По рассказу Павсания, к кабиру Прометею и его сыну Этнею явилась Деметра и поручила нечто их хранению. При походе Эпигонов на Фивы аргивяне изгнали культ Кабиров, и таинства прекратились. Пеларга и Истмиад восстановили празднества. Афинянин Мефан установил совершение таинств Кабиров и для фиванцев. Святилище Кабиров также находилось в Анфедоне. Их священная область позднее — Пергамское царство. Египетские Кабиры — сыновья Гефеста.

## Самофракия
Как отмечает Страбон, божеств на Самофракии многие отождествляют с Кабирами, но не могут объяснить, кто такие Кабиры. Во время плавания аргонавты посетили кабиров на Самофракии, что описывалось в сатировской драме Эсхила «Кабиры» (фр. 95-97 Радт), где кабиры угощали их вином. На этом острове кабиры почитались именно как покровители мореходства.
В Самофракии существовало особое сословие Кабиров-жрецов, на обязанности которых лежало устройство в их честь торжественных процессий, переходивших из одного святилища в другое и сопровождавшихся шумной музыкой и танцами. Ритуал самофракийских мистерий, скорее всего, представлял собой танец вооружённых юношей, которые сопровождали его бряцаньем оружия. Марк Туллий Цицерон называет эти празднества оргиями и говорит, что они происходили ночью. Среди участников этих мистерий были и женщины, но в количественном отношении их было значительно меньше. Плутарх, например, сообщает о том, что Филипп и Олимпиада Эпирская познакомились во время посвящения в мистерии кабиров на Самотраки.
Из многочисленных имен Кабиров сохранились только следующие, приведенные в схолиях к «Аргонавтике» Аполлония Родосского вместе с их отождествлениями с богами: 3 кабира: Аксиерос (Деметра), Аксиокерса (Персефона), Аксиокерсос (Аид) и служитель Касмилос (или Кадмилос) (Гермес, позднее связано с Камилл, лат. camillus, «служитель»).
Скопас создал статуи Афродиты и Потоса, почитаемых на Самофракии.

## Толкования
Также разнообразны мнения исследователей. Большинство авторов XIX века склонны были думать, что культ Кабиров заимствован от пеласгов, хотя были сторонники и семитического происхождения. Проф. Н. И. Новосадский приводил новое (оспариваемое) мнение, называя родиной кабиров Самофракию, а первыми почитателями их — фракийцев.

## Фантастика
Кабиры — животные-мутанты в альтернативно-исторической вселенной «Божественный мир» Бориса Толчинского.